# Доходный дом К. К. Мазинга (1912)
Доходный дом К. К. Мазинга — здание в Москве по адресу Малый Знаменский переулок, дом 7/10, строение 2. Объект культурного наследия регионального значения.

## История
Первоначально на углу Малого Знаменского и Колымажного переулков располагалась усадьба XVIII века. Ею владели гоф-интендант П. И. Машков, затем полковник Я. Д. Ланской, после Отечественной войны 1812 года усадьба была выкуплена в казну для размещения московского отделения Придворной конюшенной конторы. До 2005 года во дворе дома Мазинга можно было увидеть главный усадебный дом, известный как Шталмейстерский дом, ныне практически полностью заменённый новой постройкой. Последним начальником дворцового конюшенного ведомства (обер-шталмейстером) был князь Борис Антонович Святополк-Четвертинский, после его смерти усадьбу передали во владение его семье. В 1898 году владение на имя своей жены купил Карл Карлович Мазинг.

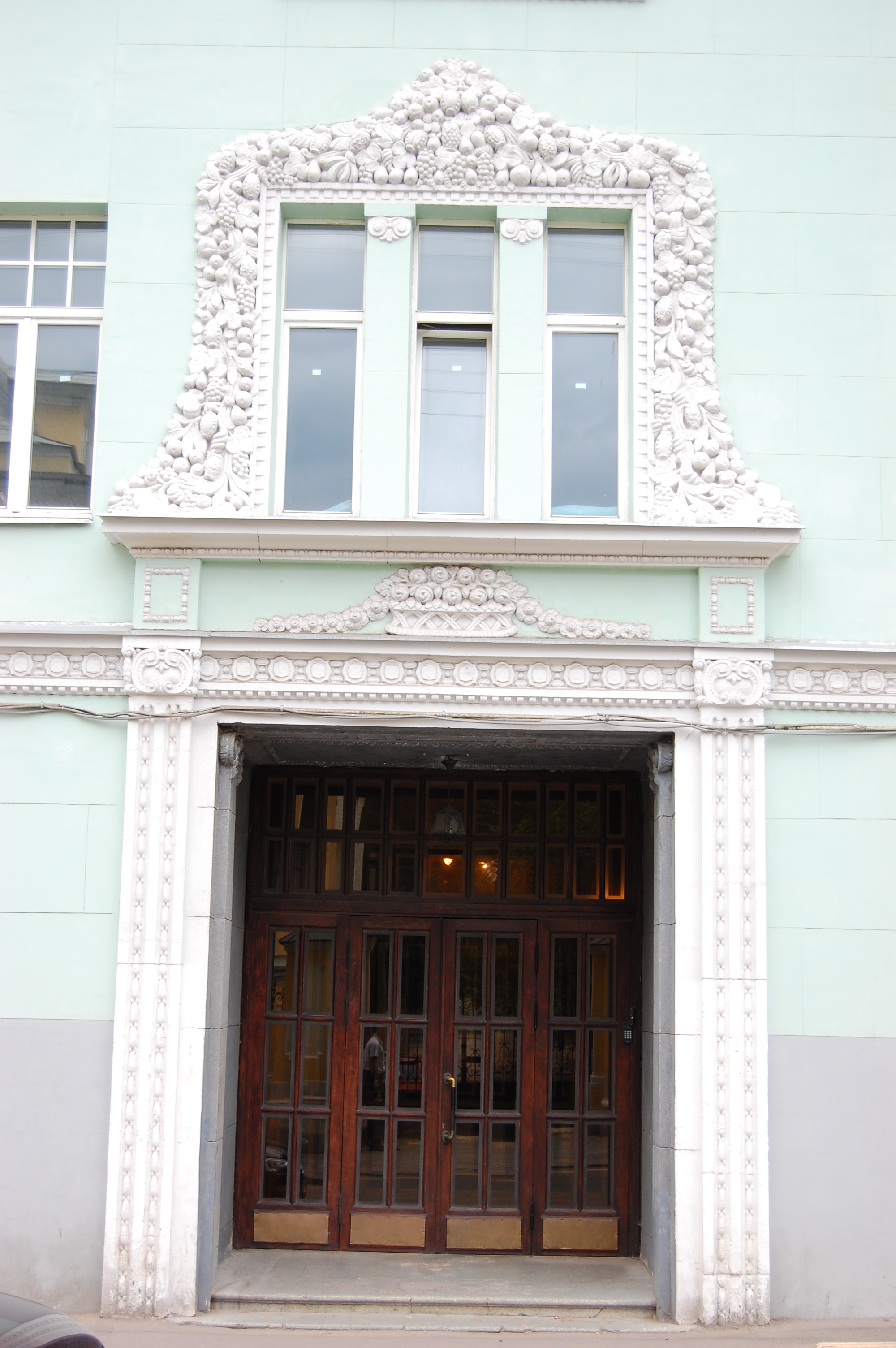
Портал входа

Около 1901 года на участке были построены здание для Реального училища (д. 7/10 стр. 5; ныне в этом здании размещается школа № 57) и доходный дом на углу переулков (д. 7/10 стр. 1), последний был заменён новым зданием в 2000-е годы. В 1912 году между ними был возведён ещё один доходный дом по проекту архитектора Григория Фёдоровича Ярцева. Шестиэтажный дом стоит вплотную к зданию училища, в своё время между ними имелся проход, ныне заложенный. Шталмейстерский дом примыкал к зданию со двора, часть его была даже разобрана ради строительства доходного дома. Главный фасад дома исполнен в неоклассическом стиле и имеет асимметричную композицию. Выделяются два эркера разной формы — полукруглый и трёхгранный. На фоне незначительного количества элементов декора выделяется портал входа и трёхчастное окно над ним: широкие пилястры по бокам, антаблемент с лепниной в виде цветов, окно окружено лепниной с фруктами и цветами. Левее расположена ведущая во двор проездная арка, украшением которой служит замковый камень в форме львиной маски. Над полукруглым эркером выполнен аттик, с лепным маскароном в духе мезоамериканской культуры.
Убранство парадного вестибюля дома сохранилось до настоящего времени: лепнина на потолке, пилястры с капителями ионического ордера и лепные картуши на стенах, на полу выложен рисунок из камня с латунными раскладками, входные двери с фасцетным остеклением. Овальная в плане парадная лестница имеет оригинальные ограждения и перила, лестница и лестничные клетки украшены лепными элементами. Резные квартирные двери сохранились частично, как и внутреннее убранство квартир. Из них выделяется мемориальная квартира Карла Мазинга (ей отдельно присвоен статус объекта культурного наследия), оформление которой сохранилось практически целиком, включая мебель начала XX века. Потомки владельца дома живут в ней и сейчас.
У Мазинга часто гостили оперный певец Л. В. Собинов, писатель и журналист В. А. Гиляровский, издатель И. Д. Сытин, поэт К. Д. Бальмонт и другие. Среди известных жильцов дома пианист и педагог Д. С. Шор; советский актёр театра и кино М. Ф. Астангов; физик А. Я. Модестов; ученый Н. Р. Брилинг.